# Jan Veth
Jan Pieter Veth, né à Dordrecht (Pays-Bas) le 18 mai 1864 et mort à Amsterdam (Pays-Bas) le 1er juillet 1925, est un peintre, graveur, poète, critique d'art néerlandais, aussi professeur d'histoire de l'art et d'esthétique.

## Biographie
Jan Veth est le fils du négociant en fer et homme politique libéral Gerradus Huibert Veth, originaire de Dordrecht et d'Anna Cornelia Giltay, laquelle appartient à une lignée de peintres, les Van Strij. 
Veth est diplômé de l'Académie royale des beaux-arts d'Amsterdam (KNAW) où, plus tard, il donnera des cours en esthétique. Il est proche dans les années 1880 des peintres Marius Bauer et Philippe Zilcken et publie des poèmes dans la revue De Nieuwe Gids, puis pour Van Nu en Straks dans les années 1890. À partir de 1885, il travaille aux côtés du peintre Anton Mauve à Laren.
Il épouse Anna Dorothea Dirks le 10 août 1888 et le couple, qui a cinq enfants, s'installe à Bussum.
Il est membre de l'Académie royale néerlandaise des arts et des sciences à partir de 1923.
Parmi ses assistants, on compte Max Liebermann.

## Œuvre

### Portraits
Jan Veth est un portraitiste prolifique : on connaît de lui de nombreuses toiles et quelques gravures :
- Portrait d'Albert Verwey, huile sur toile, 1885.
- Portrait de Marius Bauer, dessin de profil, 1894.
- Portrait gravé de Abraham Kuyper, 1900.
- Portrait de Johannes Messchaert, huile sur toile, 1903.
- Portrait de la compositrice Rosy Wertheim, huile sur toile, 1912.
- Portrait gravé d'Alexander de Savornin Lohman, n.d.

### Essais critiques
- Hollandsche teekenaars van dezen tijd, Amsterdam, Van Looy, 1905.
- Bedreigde schoonheid, Amsterdam, Van Kampen & zoon, 1916.
- Albrecht Dürers niederlãndische Reise avec S. Muller (direction), 2 tomes, Berlin, G. Grote, 1918.